# Капела светог Георгија у Томашевцу
Православна капела светог великомученика Георгија у Томашевцу је капела саграђена је 1887. године по пројекту непознатог архитекте. Посвећена је светом великомученику Георгију. Капела се налази у власништву Епархије банатске Српске православне цркве.

## Историјат
Капела је саграђена 1887. године на локалног гробљу у Томашевцу и служила је као гробница угледних томашевачких породица Николић и Владисављев. Капелу је подигла госпођа Наталија Николић која је поред свог супруга и своје уже породице такође сахрањена у крипти под капелом. У крипти капеле сахрањени су: Јеремија Владисављев, Јованка Владисављев, Светозар Владисављев, Милева Пајер, Светислав Владисављев, Зорка Пајер, Ђорђе Николић и Наталија Николић.
Године 1993. извршена је комплетна рестаурација капеле. Због лоших услова и нередовног одржавања објекта, капела је доживела још једну комплетну рестаурацију која је завршена 2023. године.

## Галерија
- Купола капеле светог Георгија у Томашевцу
- Спољашњост капеле светог Георгија у Томашевцу
- Задужбинарска плоча на капели светог Георгија у Томашевцу
- Плоча са именима сахрањених у капели светог Георгија у Томашевцу